# Victoriano Valencia Rincón
Victoriano Valencia Rincón (n. Montería, Colombia, 5 de abril de 1970) es un compositor y educador musical centrado en la composición y los arreglos para agrupaciones sinfónicas y montajes escénicos, la investigación sobre temas educativos y el diseño de materiales pedagógicos. Es Licenciado en Música de la Universidad Pedagógica Nacional de Colombia 1995 y Magíster en Composición de la Universidad EAFIT de Medellín 2012.

## Biografía
Miembro de una familia ligada a la tradición cultural del Caribe colombiano –su padre fue el artista cordobés Guillermo Valencia Salgado (Montería, 1927-1999)– tuvo contacto temprano con prácticas musicales de la región. Creció en el campo. Realizó estudios de básica secundaria en el INEM de Montería, donde obtuvo en 1986 el título de bachiller académico. Sus primeros profesores de música fueron Tobías Garcés y Francisco Giraldo.
En 1989 ingresó al Conservatorio de Bellas Artes de la Universidad del Atlántico en Barranquilla en donde estudió con el maestro Günter Renz, reconocido pianista alemán radicado en Colombia. Posteriormente ingresó a la Universidad Pedagógica Nacional en Bogotá, donde obtuvo en 1995 el título de Licenciado en Pedagogía Musical.
En la última parte de los 90's se vinculó con el Ministerio de Cultura de Colombia en el Área Nacional de Música liderada por el maestro Alejandro Mantilla Pulido, coordinando el Programa Nacional de Educación Musical –más tarde Programa Nacional de Músicas Populares– y asesorando el Programa Nacional de Bandas. En 2003, dentro del diseño del Plan Nacional de Música para la Convivencia, hizo parte del equipo asesor de las Escuelas de Música Tradicional para el eje de Pitos y Tambores que estableció los lineamientos de trabajo para dichas escuelas.
Durante las dos últimas décadas ha sido motor fundamental en el crecimiento y cualificación de la práctica bandística nacional y referente creativo para las nuevas generaciones de músicos que se forman en las cerca de 1200 bandas de Colombia. Entre 2010 y 2012 fue Asesor Pedagógico, Compositor Residente y Coordinador de Proyección de la Red de Escuelas de Música de Medellín, programa de educación musical no formal con gran impacto social en la ciudad. Entre 2013 y 2018 fue catedrático titular de la Universidad Pedagógica Nacional de Colombia.
Actualmente es docente de planta tiempo completo y director del Departamento de Música de la Pontificia Universidad Javeriana de Bogotá. Además, es miembro de la Asociación Mundial de Bandas y Ensambles, WASBE, representante por Colombia del comité artístico del Congreso Iberoamericano de Bandas y Ensambles y miembro fundador de la Asociación Colombiana de Compositores y Arreglistas para Bandas y Ensambles, ACCOMPÁS. 

## Su producción
Su mayor producción y trascendencia a nivel internacional se da en el campo de la música para banda. Abordando lenguajes populares, sinfónicos y contemporáneos, es considerado uno de los compositores lationamericanos más reconocidos en el mundo de las bandas sinfónicas. Sus obras están siendo publicadas en Colombia (SCOREMUSICAL), España Piles Editorial de Música), Norteamérica (Ludwig Masters) y Holanda (Molenaar Editions) y han sido interpretadas por bandas en más de 30 países de América, Europa y Asia. Sin embargo, su producción abarca también la música para orquesta sinfónica, coro, televisión y escena, y prácticas populares.
Desde 1995 y hasta 2003 fue arreglista, pianista y director de la reconocida orquesta popular de Juancho Torres, período en el que produjo más de cincuenta arreglos y composiciones a partir de ritmos de la tradición musical del Caribe colombiano. Trabajó también en este período con artistas nacionales tales como Yolanda Rayo y Checo Acosta. En 2001 fue representante por Colombia como Compositor y Director de Orquesta en el Festival Internacional de Viña del Mar en Chile con la canción Nuevo Día, interpretada por Yolanda Rayo. En el 2005, junto con Herico Campos, produjo la música para el reality de televisión La Isla de los Famosos.
Cuenta con más de 150 obras para banda, entre arreglos y composiciones originales, de las que se destacan: Arrullo para Banda (1ª Suite) Beca Nacional de Composición del Ministerio de Cultura 2003; Suite Nº 2 para Banda estrenada en el Certamen Internacional de Bandas de Valencia, España, 2007; 200 Tercera Suite para Banda, comisión especial para el Bicentenario de la Independencia Nacional 1810-2010; y Sinú: orígenes - Suite Nº 4 for Band, comisionada y estrenada por el Dr. Mathew George y el Symphonic Wind Ensemble de la Universidad de St. Thomas Minnesota en 2012.
En 2013 participó junto a ocho de los más reconocidos compositores para banda a nivel mundial en la composición de la Suite Bestiarium, obra en nueve movimientos que ha sido interpretada por 41 bandas de 14 países. De igual manera compuso la Suite Colombia junto a tres destacados compositores nacionales para la celebración de los 10 años del Plan Nacional de Música para la Convivencia. En ese mismo año creó y dirigió la música para Evocación, obra principal del Festival Danza en la Ciudad de IDARTES en Bogotá. En 2014 compuso la música original para la obra Un collar de oro por un collar de mitos, con dirección de Pedro Salazar, dramaturgia de Jorge Plata y producción de Víctor Sánchez y fue el director Artístico del Festival Internacional de Música de Cámara de Medellín, evento con perfil educativo y artístico de la Alcaldía de Medellín reconocido en el ámbito internacional. En 2015 ganó el Concurso de Composición Bogotá, Capital Creativa de la Música del Instituto Distrital de Cultura y Turismo de Bogotá con Orisha para Saxofón Alto y Piano.
En Colombia se han publicado DoReFa la Cartilla, Cuaderno de apoyo para la práctica musical de conjunto (2008), Ritmos de la Tierra (2013), las Cinco Piezas de Música Colombiana para Banda Infantil y Juvenil (2008), Luis Carlos Meyer. El Rey del Porro (1998) y diversas obras en proyectos editoriales desarrollados por SCOREMUSICAL Ltda., entre ellas, Bandas en Concierto 2008, Viva la Banda, para el departamento de Antioquia y el Banco Virtual de Partituras del Ministerio de Cultura – Gran Concierto Nacional. En su producción pedagógica ha publicado Pitos y Tambores. Cartilla de Iniciación Musical (2005) y Cartilla de Arreglos para Banda Nivel 1 (2006). Viene adelantando un proyecto investigativo particular relacionado con la práctica e historia de las bandas de música en Colombia desde el cual ha publicado los artículos Bandas de música en Colombia: la creación musical en la perspectiva educativa (2012), en la revista virtual A contratiempo de la Biblioteca Nacional de Colombia, y Música para banda en Colombia. Territorios, sentidos de la creación y rasgos del arreglista-compositor (2017), en la revista (Pensamiento), (Palabra) y obra de la Facultad de Artes de la Universidad Pedagógica Nacional.

## Cronología
2019
- Director del Departamento de Música de la Pontificia Universidad Javeriana
- Estreno en Shanghái del Concierto para saxofón alto y banda, escrito para el reconocido saxofonista norteamericano Kenneth Tse
- Arreglos varios para orquesta sinfónica y coro comisionados por la Dirección de Fomento de la Orquesta Filarmónica de Bogotá. Incluye Travesía, Navidad Tropical y El tamborilero, entre otros

2018
- Composición, arreglos y orquestación para Ella es Colombia musical de Misi Producciones. Último musical original de Misi - María Isabel Murillo (1957-2018)
- Concierto para clarinete y banda. Estrenado por la Banda Sinfónica Javeriana bajo la dirección de Miguel Ángel Casas. Solista: José "Chepe" Gómez
- Director artístico Congreso Latinoamericano de Vientos y Percusión Pontificia Universidad Javeriana

2017
- Profesor de planta Pontificia Universidad Javeriana
- Arreglos para Nuevo repertorio colombiano, proyecto de producción musical de la Orquesta Filarmónica de Bogotá. Incluye: Fiesta de negritos y Danza Negra (Lucho Bermúdez), El sapo viejo (Tradicional pelayero) y San Pelayo (Victoriano Valencia)
- Orquestaciones para Annie, musical de Misi Producciones
- Publicación de Música para banda en Colombia. Territorios, sentidos de la creación y rasgos del arreglista-compositor. En (Pensamiento), (Palabra) y obra, Revista de la Universidad Pedagógica Nacional, julio-diciembre de 2016
- Co-gestor de la Asociación Colombiana de Compositores y Arreglistas para Bandas y Ensambles
- Premio de Composición Bogotá Capital Creativa de la Música Categoría pequeño formato con Orisha para Saxofón alto y Piano
- Arreglo de Sones de Río para el programa Músicas de la OFB para la Jornada Completa y su Orquesta y Coro Infantil
- Arreglo de Niño del alma de Luis Uribe Bueno para el Coro Infantil y Juvenil del Ministerio de Cultura de Colombia
- Arreglos para la Orquesta Filarmónica de Bogotá y su programa de conciertos de cierre de temporada

2015
- Compositor homenajeado en el Concurso Nacional de Bandas de Paipa, Colombia
- Arreglista del nuevo himno de Santander
- Arreglos para coros escolares del programa ¡Canta, Bogotá Canta! de la Secretaría de Educación de Bogotá, comisionados por la maestra María Teresa Guillén
- Arreglos de ´´Cuatro Canciones para la paz para la Orquesta Filarmónica de Bogotá, con la participación de Marta Gómez, Víctor Hugo Rodríguez, Cholo Valderrama y Petrona Martínez en el Concierto por la paz
- Primer premio en el Concurso Nacional de Bandas de Anapoima con su obra Puyax para Banda y Cuarteto de Saxofones
- Arreglo de Desde El Banco con obras del maestro José Barros para el programa Músicas de la OFB para la Jornada Completa y su Orquesta y Coro Infantil

2014
- Música original para Un collar de oro por un collar de mitos, obra de teatro con dirección de Pedro Salazar, dramaturgia de Jorge Plata y producción de Víctor Sánchez para la Gobernación de Cundinamarca
- Publicación del Nivel 1 de DoReFa la cartilla. Cuadernos de apoyo para la práctica musical de conjunto
- Arreglos para Orquesta Filarmónica de Bogotá. Concierto de Navidad y Juancho Torres
- Director artístico del Festival Internacional de Música de Cámara de Medellín
- Productor musical de El porro es el rey de Pablito Flores para Totó la Momposina
- Lanzamiento del trabajo discográfico Ritmos de la Tierra con la Banda Municipal de Manizales

2013
- Comisión de Territorio Caribe, uno de los cuatro movimientos de la Suite Colombia para la celebración de los 10 años del Plan Nacional de Música para la Convivencia del Ministerio de Cultura
- Director Musical y Compositor de Evocación montaje de danza tradicional colombiana para el Instituto Distrital de las Artes IDARTES de Bogotá en coproducción con el Teatro Jorge Eliécer Gaitán
- Representante por Colombia y miembro del comité artístico en el Congreso Iberoamericano de Bandas y Ensambles realizado en Llíria, Valencia, España
- Lanzamiento de la colección Ritmos de la Tierra para la editorial SCOREMUSICAL
- Homenajes en el Concurso Nacional de Bandas Infantiles de Guatavita, Cundinamarca y en el Encuentro Nacional de Bandas de Sincelejo. Club de Leones Sabanas

2012
- Comisión y estreno de la Suite N° 4 for Band por el Symphonic Wind Ensemble de la Universidad de St. Thomas, Minnesota, bajo la dirección de Matthew George.
- Composición de Carcoma de la Suite BESTIARIUM junto a ocho reconocidos compositores del mundo de las bandas
- Comisión de ¡Lucho! por el Instituto de las Artes de Bogotá, para la Big Band Bogotá y el Festival Jazz al Parque
- Comisión de obra coral para el Coro Infantil y Juvenil de Colombia en el homenaje nacional al maestro Lucho Bermúdez
- Magíster en Música de la Universidad Eafit

2011
- Composición de la música original para la serie Apocalipsis Maya de Discovery Channel
- Homenaje en el Festival Nacional del Porro en San Pelayo, Córdoba
- Composición del Concierto para Piano y Banda

2010
- Composición y producción de la música oficial para los IX Juegos Suramericanos de Medellín
- Comisión del Ministerio de Cultura de Colombia de 200, Tercera Suite para Banda, como obra principal en la conmemoración del Bicentenario de la Independencia Nacional
- Compositor en residencia de la Red de Escuelas de Música de Medellín
- Homenaje en el Concurso Nacional de Bandas de Anapoima

2008
- Publicación de las Cinco Piezas de Música Colombiana para Banda Infantil y Juvenil
- Homenaje en el X Festival Nacional Antología de la Música Colombiana en Paipa, Boyacá

2007
- Comisión y estreno de la Suite N° 2 for Band por la Banda Sinfónica de Sabaneta para el Certamen Internacional de Bandas de Valencia, España. Publicada por Ludwig Masters, es una de sus obras más interpretadas a nivel internacional

2006
- Publicación de su Cartilla de Arreglos para Banda Nivel 1 para el Ministerio de Cultura de Colombia

2005
- Publicación de Pitos y Tambores. Cartilla de Iniciación Musical para el Ministerio de Cultura de Colombia
- Homenaje en el Concurso Nacional de Bandas Estudiantiles de La Vega, Cundinamarca

2003
- Ganador de la Beca Nacional de Creación del Ministerio de Cultura con el proyecto Cinco Piezas de Música Colombiana para Banda Infantil y Juvenil. Profe, Banda...vals, San Juanito, Alvan y Arrullo para banda (primera suite)

2001
- Representante por Colombia como Compositor y Director de Orquesta en el Festival Internacional de Viña del Mar – Chile

1999
- Ganador de la Beca Nacional de Investigación del Ministerio de Cultura de Colombia con el proyecto Práctica Musical de las Bandas Pelayeras de la Costa Atlántica Colombiana

1998
- Comisión, estreno y publicación de sus arreglos sobre cinco obras de Luis Carlos Meyer. El Rey del Porro
- Coordiandor regional del Programa Nacional de Bandas del Ministerio de Cultura de Colombia

1995
- Coordinador del Programa Nacional de Educación Musical del Instituto Colombiano de Cultura COLCULTURA (Ministerio de Cultura a partir de 1997)

OTROS
Productor musical:
- Totó la Momposina (2015)
- Checo Acosta (2005)
- Yolanda Rayo (1996-2004)
- Juancho Torres y su Orquesta (1995-2005)

## Principales obras para Banda
- 2003 Fandanguillo. Primer puesto en el concurso de San Pedro, Valle
- 2003 Siete colores. Primer puesto en el concurso de Anapoima, Cundinamarca
- 2004 León Bambuco. Primer puesto en el concurso de San Pedro, Valle
- 2004 Cinco piezas de música colombiana para banda infantil y juvenil (Profe, Bandavals, Sanjuanito, Alvan y Arrullo)
- 2004 Arrullo (primera suite para banda)
  - Mocarí  Banda Sinfónica Red de Escuelas de Música de Medellín. Director: Frank De Vuyst
  - Goyo  Banda Sinfónica Red de Escuelas de Música de Medellín. Director: Frank De Vuyst
  - Mayo  Banda Sinfónica Red de Escuelas de Música de Medellín. Director: Frank De Vuyst
- 2005 Pasajes casanareños. Mejor arreglo en el concurso de Paipa, Boyacá. Editado por Miguel Gómez, Colombia
- 2005 Cuco Rojas. Mejor arreglo en el concurso de Paipa, Boyacá. Editado por Piles, España
- 2005 San Pelayo. Primer puesto en el concurso de Anapoima, Cundinamarca. Editado por Piles, España
- 2006 San Pedro. Primer puesto en el concurso de San Pedro, Valle. Banda Sinfónica de Anserma, Caldas.
- 2006 Tambora para Alejo. Segundo puesto Concurso de San Pedro Valle, Banda Sinfónica Villeta. Publicado en Viva la Banda 2007, Departamento de Antioquia
- 2006 Fantasía guaneña. Mejor arreglo en el concurso de Paipa, Boyacá
- 2006 Gloria María. Mejor arreglo en el concurso de Anapoima, Cundinamarca Por la banda sinfónica juvenil de Villeta (Cundinamarca)
- 2007 Suite Nº2 for band. Comisionada por la Banda de Sabaneta para el Certamen Internacional de Bandas de Valencia, España
  - Cantadoras
  - Bambuco
  - Cumbiamba
  - Pregón
- 2007 Caribeando. Primer puesto en el concurso de Anapoima, Cundinamarca
- 2007 Mayito. Primer puesto en el concurso de Tocancipá, Cundinamarca
- 2008 Juana Jacinta. Publicado por Scoremusical en Bandas en Concierto 2008
- 2008 Los magníficos. Publicado por Scoremusical en Bandas en Concierto 2008
- 2009 Espíritu
- 2010 200, Tercera Suite Para Banda
  - Interdependencia
  - Territorios Norte
  - Territorios Sur
  - Utopias
- 2011 Concierto para piano y banda
- 2011 El Mono
- 2012 Sinú: Orígenes. Suite Nº4 for band Comisionada por Dr. Matthew George para el Simphonyc Wind Ensamble - St. Thomas University
  - Melxión
  - Adán
  - Obatalá
  - Apocalypsis
- 2013 Carcoma para la Suite Bestiarium
- 2013 Colección Ritmos de la tierra con 10 obras sobre ritmos latinoamericanos para la editorial SCOREMUSICAL
- 2013 Suite de los juegos (Selección de la música compuesta en 2009 para los IX Juegos Suramericanos de Medellín)
  - Honores
  - Ritual
  - Fiesta
- 2013 Territorio Caribe para la Suite Colombia
- 2016 Three Colombian Scenes, Concertino para Saxofón Alto y Banda, para Kenneth Tse
- 2017 Cinco Canciones Palenqueras para Charles Weise and South Middle School Bands. Edina, MN, USA
- 2018 Concierto para clarinete y banda
- 2019 Concierto para saxofón alto y banda